# Statistical process control
Statistical process control in lingua inglese o controllo statistico di processo è l'applicazione di un metodo matematico o statistico che consente di contenere l'esito di un processo all'interno di specifici limiti, determinati attraverso lo studio della variazione naturale dei limiti del processo.
Uno dei principali metodi statistici applicabili è la rilevazione dello scarto quadratico medio, detto anche deviazione standard. Attraverso la correlazione tra questo valore e la distribuzione normale dei dati rilevati si ottengono i limiti naturali della variazione di un processo.
Un processo viene poi classificato in base all'esito dell'osservazione che ne deriva in due categorie:
- sotto controllo statistico, quando è influenzato unicamente da fattori casuali, cioè da "madre natura"
- fuori controllo statistico, quando l'influenza delle sue variazioni è causata da fattori specifici.

In particolare, se un processo è sotto controllo statistico, l'osservazione del suo andamento nel tempo, effettuando un campionamento di dati, seguirà una distribuzione di frequenza che sarà molto simile a una distribuzione normale. Questo implica che l'analisi del processo dal punto di vista della media e della sua variabilità sia fondamentale per determinare i "limiti naturali" del processo, entro i quali, se non accadono cause specifiche, il processo manterrà il proprio andamento. Viceversa, una volta studiato un processo che si mantiene entro certi limiti con una distribuzione di probabilità ben definita, quando questa distribuzione cambia, oppure cambiano i limiti, si può pensare ragionevolmente dal punto di vista statistico che stia agendo una "possibile causa di fuori controllo".